# Zastruże (Olganów)
Zastruże – część wsi Olganów w Polsce, położona w województwie świętokrzyskim, w powiecie buskim, w gminie Busko-Zdrój.
W latach 1975–1998 Zastruże administracyjnie należało do województwa kieleckiego.